# Walter Leslie (1607–1667)

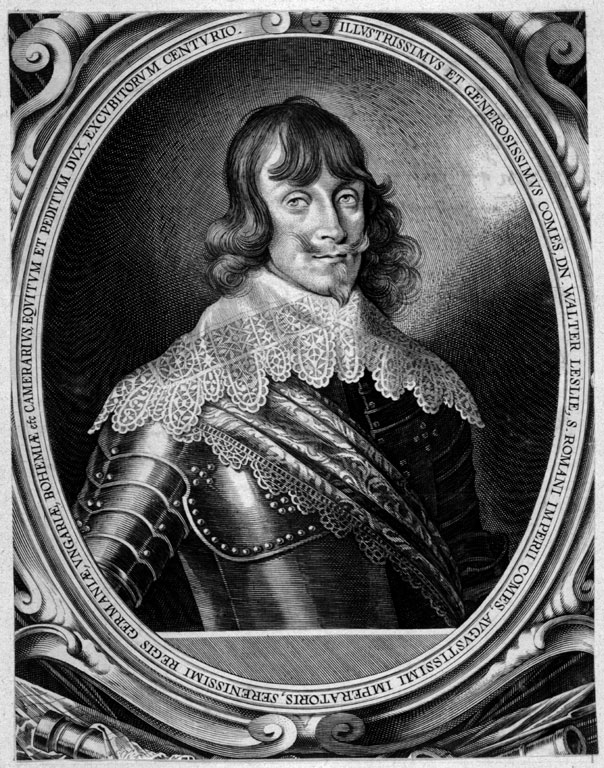
Walter Leslie

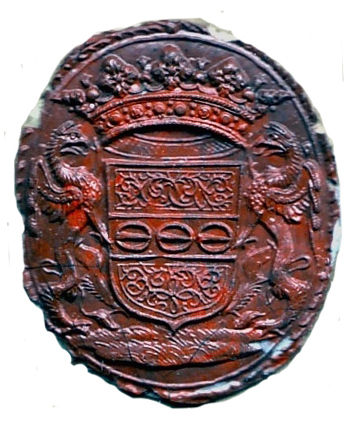
Siegel des Walter Leslie, um 1646

Walter Leslie (* 1607 in Fetternear House, Aberdeenshire, Schottland; † 4. März 1667 in Wien) war ein kaiserlicher Feldmarschall, der 1637 zum Reichsgrafen ernannt wurde.

## Herkunft und Familie
Walter Leslie entstammte dem schottischen Clan Leslie. Er war ein Sohn des John Leslie († 1622), 10. Baron of Balquhain, aus dessen dritter Ehe mit Joan Erskine, Tochter des Sir Alexander Erskine (1521–1588), Baron of Gogar. 1647 vermählte sich Walter mit Anna Franziska von Dietrichstein, einer Tochter des Fürsten Maximilian von Dietrichstein. Da die Ehe kinderlos blieb, wurde der Grafentitel 1662 auf Walters Bruder Alexander Leslie († 1677), 14. Baron of Balquhain, und dessen Nachkommen übertragen. 1667 erhob Leslie seine Herrschaften Neustadt in Böhmen und Pettau in der Steiermark zum Familienfideikommiss und setzte die männlichen Nachkommen seines Bruders Alexander, ansonsten das Haus Dietrichstein als Besitznachfolger ein. So erbte sein Neffe Jakob sein Vermögen. Nach dem Tod des letzten Grafen Leslie im Jahr 1802 erbte Fürst Karl Johann von Dietrichstein die gräflich Leslie'schen Fideikommissgüter.

## Militärische Laufbahn
1631 trat Walter Leslie in das Heer von Albrecht von Wallenstein ein und wurde im Infanterieregiment des Generals Adam Erdmann von Trčka, einem Schwager Wallensteins, Obristwachtmeister. Zusammen mit seinem Landsmann John Gordon nahm Leslie an der Schlacht bei Lützen teil. Da ihn Wallenstein in der Folgezeit mit der Organisation des Munitionsnachschubs beauftragte, reiste er u. a. nach Prag, Krems, Pilsen und Wien, wo er militärische Informationen sammeln und Verbindungen zum Kaiserhof knüpfen konnte. Dort erhielt er vermutlich auch Hinweise auf die bestehenden Spannungen zwischen dem Hof und dem Hauptquartier Wallensteins. Nachdem Wallenstein mit dem Versuch gescheitert war, seine Truppen bei Prag zusammenzuziehen, floh er aus seinem Pilsener Hauptquartier nach Eger. Leslie war persönlich anwesend, als Wallenstein das kaiserliche Patent vom 24. Januar d. J. erhielt, welches Wallensteins Absetzung befahl. Bei einer Lagebesprechung wurde Leslie Zeuge, wie Wallenstein seine Offiziere für eine militärische Verbindung mit dem Feind gewinnen wollte.
Nachfolgend soll Leslie die Offiziere John Gordon und Walter Butler von der Notwendigkeit überzeugt haben, Wallenstein zu töten. Bei einem Gespräch mit Wallenstein, Adam Erdmann Trčka und Christian von Ilow zeigte sich Leslie zum Schein aufgeschlossen gegenüber Wallensteins Plänen. Gleichzeitig bereitete er mit Butler die Tötung Wallensteins vor. Es kam zur sogenannten Mordnacht von Eger: Für den Abend des 25. Februar lud der Egerer Stadtkommandant Gordon zu einem Festbankett in den Speisesaal der Burg ein. Hier fanden Trčka, Ilow und Wilhelm Graf Kinsky den Tod, Leslie wurde verwundet. Anschließend wurde Wallenstein im Haus des Stadtkommandanten am Marktplatz, dem heutigen Pachelbelhaus, ermordet.
Schon im April 1634 belohnte Kaiser Ferdinand II. Leslie für seine Beteiligung an der Verschwörung mit der Ernennung zum Obersten eines Regiments. Weitere Hofämter und Würden eines Kämmerers und Hauptmanns der Trabantenleibgarde folgten. Zudem schenkte ihm der Kaiser die Herrschaft Neustadt an der Mettau in Ostböhmen, die zuvor Trčka gehörte. Vermutlich aus Dankbarkeit trat er zum katholischen Glauben über.
Im Sommer 1634 beteiligte sich Leslie an der Belagerung von Regensburg und nahm am 5. September 1634 an der Schlacht bei Nördlingen teil. Seit 1636 hielt er sich ständig bei Hofe auf, von dem er gelegentlich mit militärdiplomatischen Missionen beauftragt wurde. Im selben Jahr erlangte er die böhmische Landstandschaft und 1637 den Titel eines Reichsgrafen. Er war Informant und Vertrauensmann Ottavio Piccolominis in Wien. 1646 wurde er zum Feldzeugmeister und 1650 zum Feldmarschall befördert sowie zum Vizepräsidenten des Hofkriegsrates ernannt.
Nach dem Frieden von Eisenburg wurde er 1665 zum Ritter des Ordens vom Goldenen Vlies ernannt und leitete 1665/66 die „Großbotschaft zur Hohen Pforte“. Nach seiner Rückkehr nach Wien erlag er der Malaria quartana.